# Dicranomyia clarki
Dicranomyia clarki är en tvåvingeart som först beskrevs av Alexander 1930.  Dicranomyia clarki ingår i släktet Dicranomyia och familjen småharkrankar. Inga underarter finns listade i Catalogue of Life.